# 마나문노
마나문노(麻奈文奴, ?~?)는 백제의 기술자이다. 《일본서기》에 따르면 588년, 백제의 많은 기술자들이 왜에 파견되었다고 한다.

## 참고 자료
- 《일본서기》